# Station Steinheim (Westf)
Station Steinheim (Westf) (Bahnhof Steinheim (Westf)) is een spoorwegstation in de Duitse plaats Steinheim, in de deelstaat Noordrijn-Westfalen. Het station ligt aan de spoorlijn Hannover - Soest.

## Indeling
Het station heeft twee zijperrons, welke niet zijn overkapt maar voorzien van abri's. De perrons zijn verbonden via een onderdoorgang onder het spoor in de straat Billerbecker Straße. Aan de oostzijde bevindt zich een parkeerterrein, fietsenstallingen en een bushalte (ZBO); het busverkeer is weinig frequent. Ook staat hier het stationsgebouw. Dat is in 2016 ingrijpend opgeknapt.

## Verbindingen
Het station is onderdeel van de S-Bahn van Hannover, die wordt geëxploiteerd door DB Regio Nord. De volgende treinserie doet het station Steinheim (Westf) aan:
| Serie | Treinsoort             | Route | Bijzonderheden                 |
| ----- | ---------------------- | --- | ------------------------------ |
| S5    | S-Bahn (DB Regio Nord) | Hannover Flughafen – Hannover Hbf – Hannover Bismarckstraße – Hamelen – Bad Pyrmont – Steinheim (Westf) – Paderborn Hbf | Flughafen - Hamelen 2x per uur |